# كاثرين الثانية، إمبراطورة اللاتينية
كاثرين الثانية (بالفرنسية: Catherine de Valois-Courtenay)‏ أو كاثرين دي فالوا أو كاثرين دي تارانتو (قبل 15 أبريل 1303 - أكتوبر 1346) كانت إمبراطورة القسطنطينية اللاتينية اسمياً منذ عام 1307 وحتى 1346، هي ابنة الكبرى وابن الثاني لـ شارل دي فالوا وكاثرين الأولى، إمبراطورة اللاتينية، تزوجت في يوليو 1313 من فيليب الأول، أمير تارانتو كان شقيق الأصغر لـ روبيرتو ملك نابولي، وأيضا هي والدة لويجي الأول ملك نابولي.